# Ждановка (город)
Жда́новка (укр. Жда́нівка) — город в номинально образованном Горловском районе Донецкой области Украины, административный центр номинально образованной Ждановской городской общины. До 2020 года был городом областного подчинения. Входит в Горловско-Енакиевскую агломерацию.

## История
Первое поселение на месте города было основано в 1924 году в связи с развитием угольной промышленности. До 1959 года посёлок носил имя Ново-Ждановка. С 1966 года город носит название Ждановка.
На территории города находились исправительно-трудовые лагеря, заключёнными которых были построены первые многоэтажные жилые здания.
14 апреля 2014 года горсовет Ждановки был взят под контроль пророссийскими активистами, которые объявили о присоединении города к самопровозглашённой Донецкой Народной Республике. 16 августа 2014 года город вернулся под контроль Украины. 20 сентября 2014 года украинские войска покинули город из-за угрозы окружения.

## География
Расположен на южном склоне главного водораздела Донбасса, в 8 км от железнодорожной станции Нижнекрынка, на автодороге Донецк-Миллерово.
Соседние населённые пункты по сторонам света
С: города Енакиево, Юнокоммунаровск
СЗ: Розовка
СВ: Славное, Шевченко (Малоорловского сельсовета), Малоорловка
З: Новомосковское
В: Шевченко (Розовский сельсовет), город Кировское
ЮЗ: Нижняя Крынка
ЮВ: Ольховка
Ю: Молодой Шахтёр

## Население
Украинский язык в быту использует 11,9 % населения. Рождаемость — 6,9 на 1000 человек, смертность — 16,2, естественная убыль — −9,3, сальдо миграции отрицательное (-10,1 на 1000 человек)[когда?].
Население городского совета на 1 октября 2021 года — 12 321 чел.
Количество на начало года.
| Год  | Количество жителей |
| ---- | ------------------ |
| 1959 | 12512              |
| 1970 | 12109              |
| 1979 | 12833              |
| 1989 | 14433              |
| 1992 | 14700              |
| 1998 | 14100              |
| 2002 | 13688              |
| 2003 | 13425              |
| 2004 | 13181              |
| 2005 | 13082              |
| 2006 | 12906              |
| 2007 | 12830              |
| 2008 | 12723              |
| 2009 | 12609              |
| 2010 | 12583              |
| 2011 | 12522              |
| 2012 | 12500              |
| 2013 | 12352              |
| 2014 | 12301              |
| 2015 | 12237              |
| 2016 | 12210              |
| 2017 | 12198              |
| 2018 | 12100              |
| 2019 | 12044              |
| 2020 | 11959              |
| 2021 | 11913              |

Данные переписи населения 2001 года
| N | Национальность | Количество | Уд. вес (%) |
| - | -------------- | ---------- | ----------- |
| 1 | Украинцы       | 6950       | 48,35       |
| 2 | Русские        | 6820       | 47,44       |
| 3 | Белорусы       | 201        | 1,40        |
|   | Всего          | 14375      | 100,00      |

## Экономика
Добыча каменного угля (АП Шахта «Ждановская» и ш. Коммунарская и Зуевская ПАО Ш/У Донбасс ГКХ ООО «ЭксимЭнерго ТЭК») — добыча угля в 2003 году — 1 048 тыс. тонн. Более 70 % занятых в народном хозяйстве трудятся в промышленности.
Объём промышленного производства — 119 млн гривен (на 1 жителя — 8 412 грн.). Индекс промышленной продукции — 60,0 % в 2003 году к 1990 году. Выбросы вредных веществ в 2003 году в атмосферный воздух от источников загрязнения города — 23,5 тыс. тонн.

## Финансы
Доход бюджета города в 2004 году составил 4 525,7 тыс. гривен, из них перечислил в государственный бюджет Украины 350,0 тыс. гривен.
Экспорт товаров в 2003 году — 8,3 млн долларов США. Прямые иностранные инвестиции на 2003 год — 7,3 млн долларов США. Объём произведённых услуг в 2003 году — 1,2 млн гривен. Коэффициент безработицы — 4,6 %. Среднемесячная зарплата в 2003 году — 646 гривен.

## Социальная сфера
В городе действуют храм Успения Пресвятой Богородицы и храм святого апостола Андрея Первозванного (ранее находился в приспособленном помещении, а 13 декабря 2011 года освящен новопостроенный храм), создается женский монастырь. 3 школы (1 600 учеников), 3 детсада (400 детей), 2 библиотеки, дом культуры.